# Jacques Antoine Odier
Pour les articles homonymes, voir Odier.
Jacques Antoine Odier est un banquier et homme politique français né à Genève (République de Genève) le 15 mai 1766 et mort à Paris le 19 août 1853.

## Biographie
Fils de Jacques Antoine Odier, citoyen de Genève, et de Marie Cazenove, et descendant d'une famille de réfugiés huguenots, Antoine Odier vint très jeune s'installer en France et devint associé d'une maison de commission à Lorient.
Sous la Révolution française, il entre dans la municipalité de cette ville au bénéfice de la loi de 1799 qui rendait la qualité de Français aux descendants des réfugiés. Partisan des Girondins, il est arrêté en 1793 et n'est libéré qu'après le 9 thermidor.
Après sa libération, il voyage en Europe et, en 1795, il épouse à Hambourg Suzanne Boué, fille de Pierre Boué (1738-1803), armateur, banquier et négociant à Hambourg, et d'Henriette Plumejan, et arrière-petite-fille de Pierre Boué. Ils eurent huit enfants dont :
- Jacques Antoine dit James Odier (1798-1864), qui fut Régent de la Banque de France et dont la fille Louise Odier (1833-18..) épouse le général Louis Eugène Cavaignac en 1851 [Note 2]
- Édouard Odier (1800-1887), peintre, élève d'Ingres ;
- Auguste Alfred Odier (1802-1870), conseiller référendaire à la Cour des comptes[2] ;
- Edmond Odier (1813-1884), directeur de la Caisse d'épargne de Paris.

En 1789, lui et son frère Antoine, sont associés à Jacques Davillier, Sautter, Nicolas Dollfus, les frères Roman dans la maison de banque et de négoce Senn, Bidermann et Cie (Genève) qui exploite la manufacture de toiles peintes à Wesserling (Haut-Rhin) devenue manufacture du roi. Puis il devint associé, à Paris, dans sa propre maison de banque appelée Gros, Davillier, Odier et Cie. Entre-temps, en 1792, la manufacture de Wesserling prend le nom de Bourcart et Cie (famille alsacienne liée aux Dollfus puis aux Koechlin, de Mulhouse) pour quelques années. L'un des frères Bourcart se retire en 1801, cédant la place à Antoine Odier de la maison Gros, Davillier et Cie, qui rachète l'entreprise. La nouvelle raison sociale, en 1802, est rebaptisée Société alsacienne de tissage Gros, Davillier, Roman et Cie et comprend dix associés : Jacques Bidermann, François Gros, Jean Davillier, Antoine Odier, Jacques Roman, Jean Rodolphe Bourcart, James Odier, Marc Bernard, Gros fils, D. A. Sautter & et son frère Aimé Philippe Roman. Par la suite, les Odier créent une banque.
Pendant tout le XIXe siècle, la banque Odier, qui change plusieurs fois de noms, est très présente sur le plan industriel en France.
Antoine est membre, puis président du tribunal de commerce de la Seine, censeur de la Banque de France (du 28 janvier 1819 à sa mort), membre de la commission de surveillance de la Caisse des dépôts et consignations et de la Caisse d'amortissement, membre du Conseil supérieur du commerce (1819). En 1847, il est administrateur-fondateur et vice-président de la Caisse d'épargne et de prévoyance de Paris.
Il est président de la Chambre de commerce de Paris de 1819 à 1821, puis de 1822 à 1825.
Il est élu député successivement par le collège de département de la Seine le 24 novembre 1827 et le 19 juillet 1830, puis dans le 3e arrondissement électoral de la Paris le 5 juillet 1831 et le 21 juin 1834.

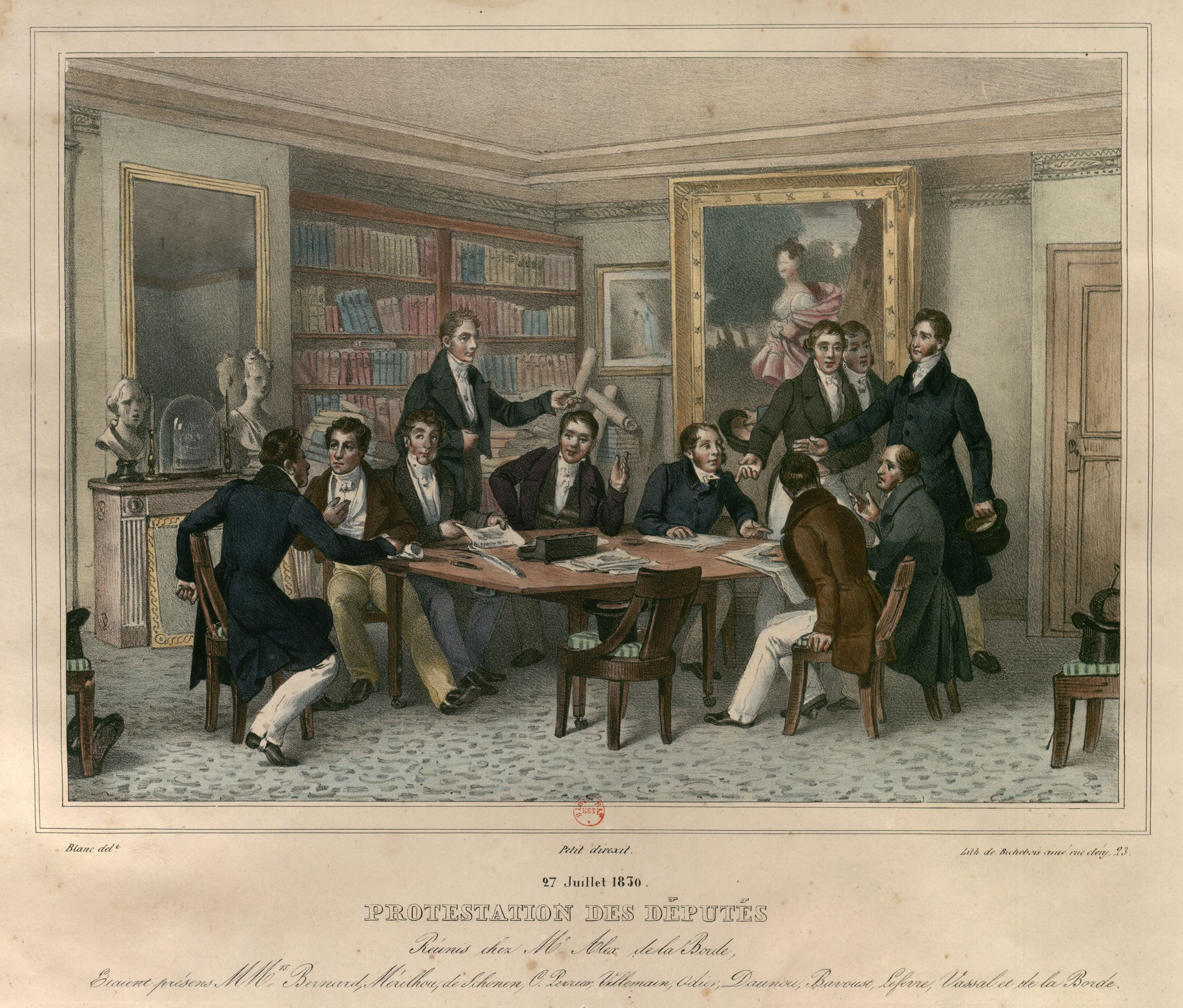
Protestation des députés réunis chez Alexandre de Laborde, le 27 juillet 1830.

Sous la Restauration, il prend place dans les rangs de l'opposition libérale et vota l'adresse des 221. Il se rallie à la monarchie de Juillet et soutient le gouvernement de Jacques Laffitte, tout comme celui de Casimir Perier.
Conseiller général de la Seine (1831), il est nommé pair de France le 3 octobre 1837 et compte, à la Chambre haute, parmi les soutiens les plus dévoués du gouvernement jusqu'à la Révolution de 1848.
Après le coup d'État du 2 décembre 1851, il est désigné pour faire partie de la Commission consultative, mais refuse d'y siéger et mourt un an plus tard.
Pierre Cazenove est l'un de ses aïeux.
Son épouse Suzanne-Elisabeth Boué (17 mars 1771 - 5 mai 1867 Paris 8e), repose dans la 21e division du cimetière de Montmartre.

## Iconographie

Caricature d'Honoré Daumier
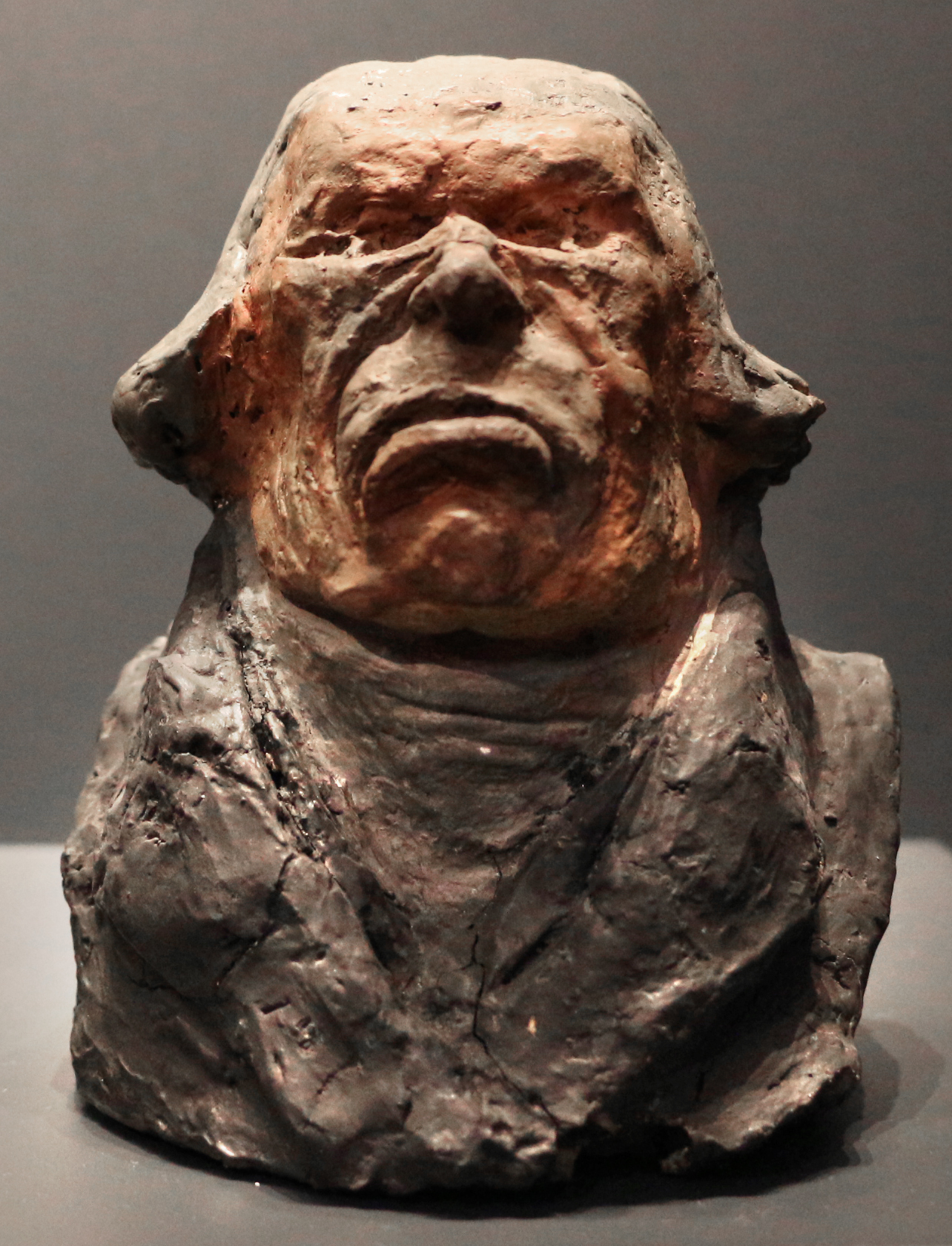
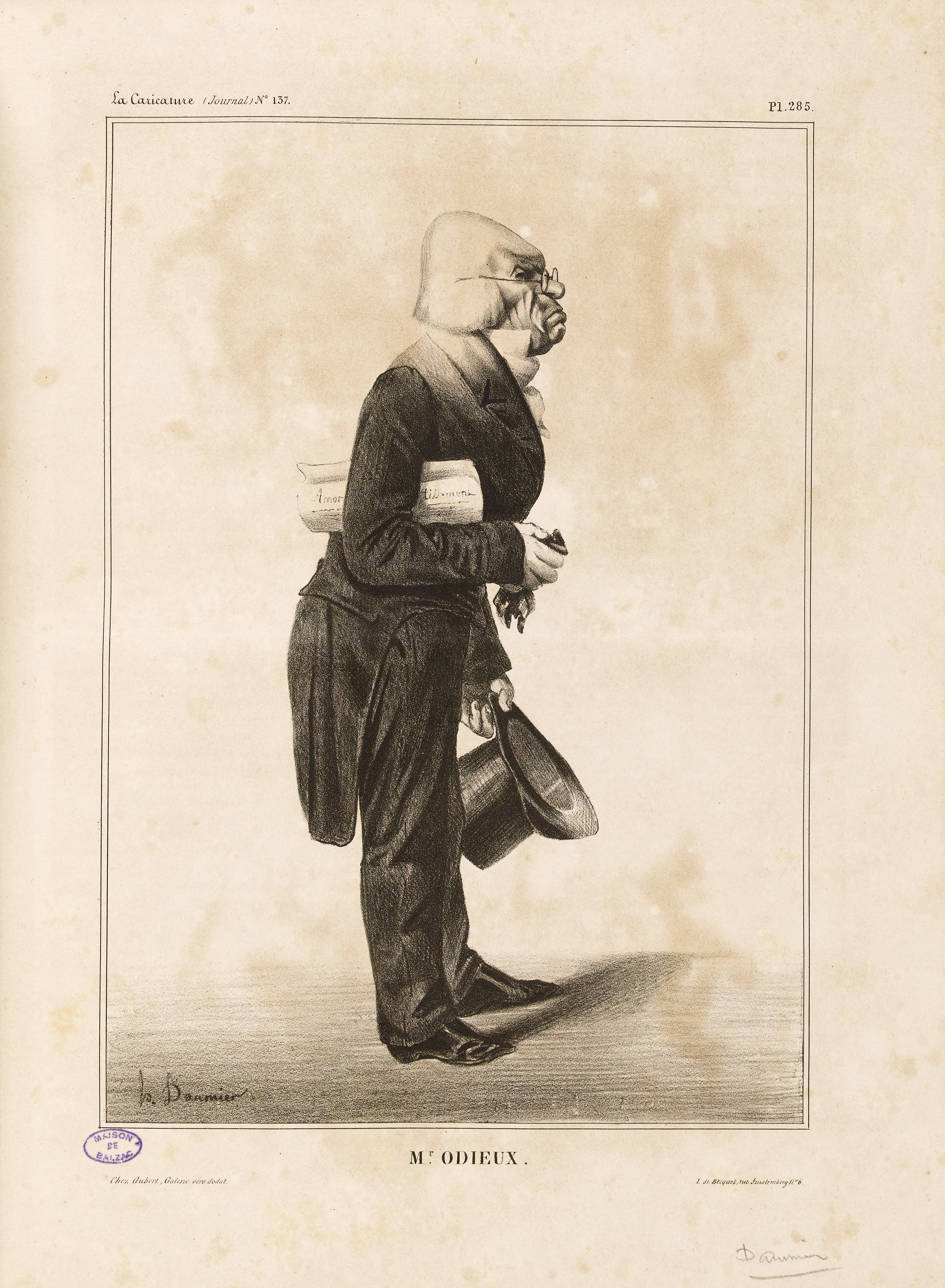
Mr Odieux, caricature d'Antoine Odier (1833)

- Portrait au fusain, sanguine et rehauts de craie blanche sur papier préparé brun par Eugène Devéria, Paris, Bibliothèque nationale de France, Département des Estampes et de la Photographie.
- Caricature publiée dans Le Charivari, 22 mai 1833.
- Honoré Daumier a fait figurer Antoine Odier parmi ses « célébrités du juste milieu » (Buste d'Antoine Odier par Honoré Daumier).

## Jugements
- La Caricature (no 137 du 20 juin 1833, p. 2) note : « Encore un de nos improstitués, encore un de ces admirateurs passionnés, frénétiques, épileptiques, galvaniques, de la paix à tout prix, de l'ordre qui règne à Varsovie, de l'état de siège, de l'expédition au pont d'Arcole, des budgets de 1 400 millions, et généralement de toutes les douceurs dont la monarchie mitoyenne écrase la France [...]. Sa tête, cependant, nous coûte moins cher que son croupion ; car c'est avec sa tête qu'il fait des discours et c'est son croupion qui fait nos lois. Grâce à l'assis et levé, son croupion a frappé plus de millions déjà que le plus habile balancier de l'hôtel des Monnaies n'a frappé de pièces de cent sous. Son nom est Odier ; c'est par erreur que l'imprimeur lithographe a écrit Odieux. »

## Propriétés
- Château du Plessis-Piquet de 1827 à 1853.

### Sources bibliographiques
- « Antoine Odier », dans Adolphe Robert et Gaston Cougny, Dictionnaire des parlementaires français, Edgar Bourloton, 1889-1891 [détail de l’édition] [texte sur Sycomore]
- « Dictionnaire des parlementaires français de 1789 à 1889 (Adolphe Robert, Edgar Bourloton et Gaston Cougny) », sur gallica BNF (consulté le 14 décembre 2013)
- Alain Plessis, Régents et gouverneurs de la Banque de France sous le Second Empire, Librairie Droz, 1985
- René Pottier,  Histoire d'un village, Le Plessis-Robinson, Éditions Fernand Sorlot, Paris, 1941, p. 163/192.